# Понзу
Понзу (яп. ポン酢) — цитрусовий соус, що широко використовується в японській кухні. Він терпкий, має рідку консистенцію і темно-коричневий колір. Понзу шою — це соєвий соус ароматизований понзу, часто називається просто «понзу».

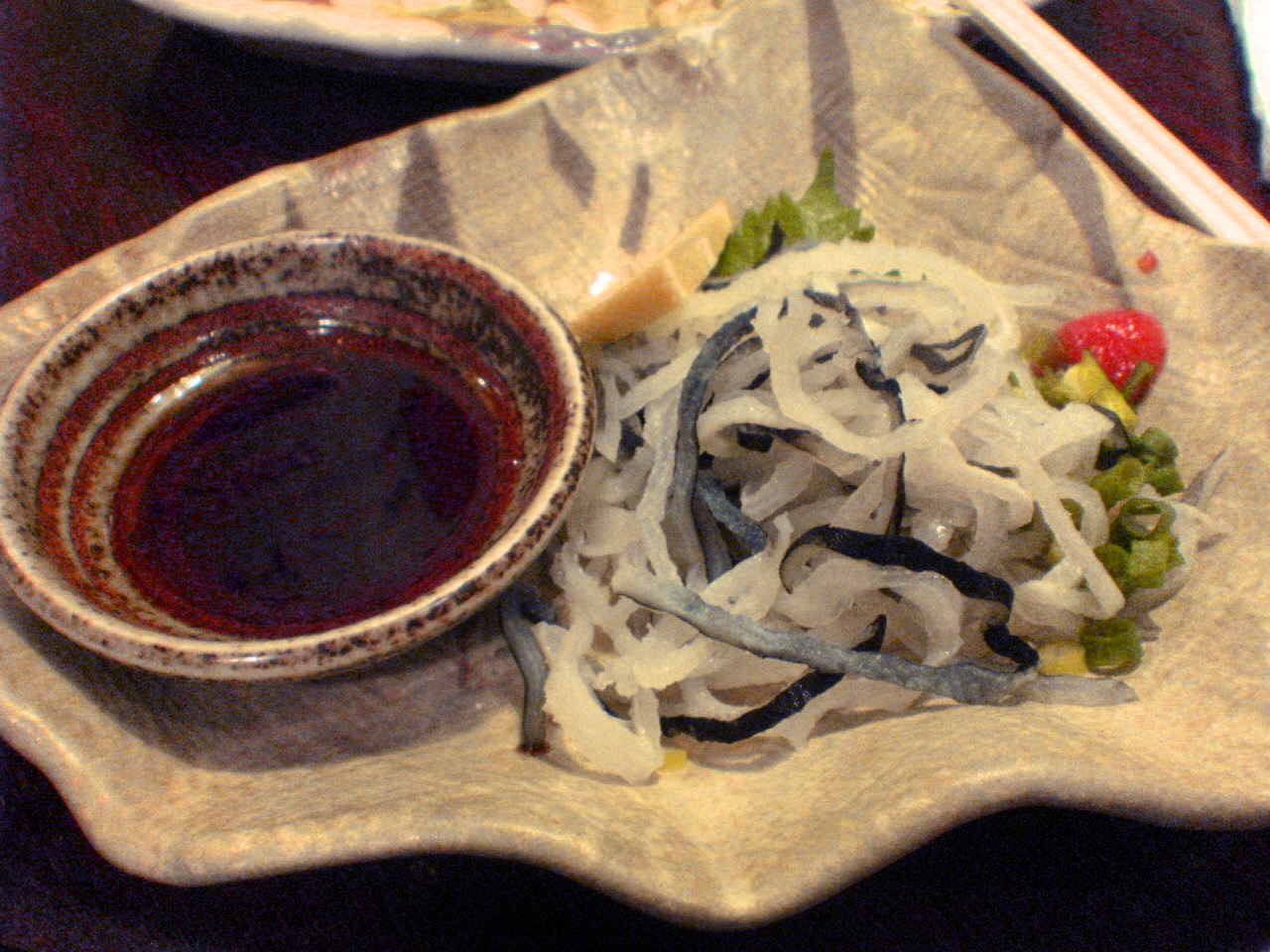
Понзу шою (ліворуч) і фуґу

Цей термін першопочатково увійшов в японську мову як «понсу», як запозичення застарілого голландського слова «понс» (pons), що означає «пунш». Кисла природа цього соусу була причиною для використання кінцевого складу су яп. 酢 з символом, що означає «оцет».
Понзу готують на повільному вогні з міріну, рисового оцту, пластівців кацуобусі (з тунця) та морських водоростей (комбу), можливе додавання саке та соєвого соусу. Потім рідину охолоджують, проціджують, щоб відділити пластівці кацуобусі, і додають сік одного або кількох цитрусових фруктів: юдзу, судачі, дайдай, кабосу або лимону.
Понзу можна купити, як правило, продається він у скляних пляшках. Понзу шою традиційно використовують як заправку для татакі, а також як дип для набемоно, таких як сябу-сябу. Він використовується також з сашімі. У регіоні Кансай його пропонують як поливку до такоякі.
Останніми роками набула популярності подача понзу у вигляді желе, воно супроводжує страви такі як татакі, сашімі, креветки темпура.